# Mahmoud Vahidnia
Mahmoud Vahidnia (in persiano محمود وحیدنیا‎; 1989) è uno studente iraniano.

## Biografia
Vahidnia è stato oggetto di attenzione da parte dei mass media a partire dal 28 ottobre 2009 in occasione di una sua critica alla Guida Suprema dell'Iran, l'Ayatollah Ali Khamenei.
All'epoca dei fatti Vahidnia era studente al secondo anno di matematica alla Università di Sharif di Teheran; in occasione di una visita ufficiale agli studenti, Ali Khamenei fu incalzato dalle domande critiche di Vahidnia nel corso di un monologo senza interruzioni di circa venti minuti. L'evento fu mandato in onda in diretta dalla televisione pubblica iraniana, le cui autorità furono costrette a interromperne le trasmissioni poco dopo la presa di parola dello studente; tuttavia furono raccolte registrazioni dell'intervento di Vahidnia da telefoni cellulari di altri studenti presenti all'incontro.
Dopo un primo intervento di Khamenei, il quale asserì che "contestare il voto del 12 giugno è il crimine più grande che possa esserci" riferendosi alle proteste post-elettorali del giugno precedente, Vahidnia pose una serie di domande incentrate sull'autorità dell'Ayatollah Khamenei:
"Perché nessuno può permettersi di criticarla in questo paese? Non è ignoranza questa? Lei ritiene di non fare errori? L'hanno trasformata in una sorta di idolo irraggiungibile che nessuno può sfidare"
Secondo alcune fonti vicine all'opposizione del regime, lo studente sarebbe stato avvicinato dalle autorità dopo il suo intervento e arrestato pochi giorni dopo la vicenda; altre fonti conservatrici hanno invece riportato che Vahidnia non è stato oggetto di alcuna ripercussione dopo il suo intervento; infine, alcuni hanno posto in dubbio l'identità stessa dello studente, reputandolo un possibile complice del regime di Khamenei.